# Hipokaliemiczne porażenie okresowe
Okresowy paraliż hipokaliemiczny (lub hipokaliemiczne porażenie okresowe) jest rzadką kanałopatią, charakteryzującą się okresowym niedowładem lub porażeniem występującym wraz ze znacznym spadkiem poziomu potasu we krwi. Objawy choroby mają charakter napadowy i zdarzają się najczęściej w nocy lub rano, przy nagłych zmianach temperatury, lub po spożyciu posiłku z dużą ilością węglowodanów albo sodu. Mogą trwać od kilku do nawet 48 godzin. Niedowład może być łagodny i ograniczony do jednej grupy mięśni, lecz może wystąpić także uogólniony paraliż prowadzący do niewydolności oddechowej i śmierci.
Choroba dziedziczy się autosomalnie dominująco. U jej podłoża leżą mutacje w genach CACNA1S, SCN4A i KCNE3 kodujących odpowiednio: zależny od potencjału kanał wapniowy 1.1 obecny w kanalikach T komórek mięśni poprzecznie prążkowanych, zależny od potencjału kanał sodowy 1.4 w płytce nerwowo-mięśniowej oraz zależny od potencjału kanał potasowy.
Leczenie podczas napadu polega na doustnym podaniu potasu. Profilaktyka polega na niedopuszczaniu do hipokaliemii, unikaniu czynników mogących wywołać napad oraz stosowaniu inhibitora anhydrazy węglanowej (acetazolamid).